# 1810 no Brasil
Esta é uma cronologia dos acontecimentos do ano 1810 no Brasil.

## Eventos

### Nacionais
- Tratado de Aliança e Amizade: Portugal e Inglaterra seriam aliados militares, ingleses pagariam tarifas alfandegárias preferenciais e Portugal se comprometia a extinguir o trabalho escravo.[1]
- Tratado de Comércio e Navegação: mercadorias inglesas passam a pagar menos imposto no Brasil (15%) do que as portuguesas (16%) e de outras nações (24%).[1]

### Provincianos
- Fundição Ipanema é inaugurada, em São Paulo.[2]
- É inaugurado pelo 8º Conde dos Arcos, Marcos de Noronha e Brito, o Passeio Público em Salvador, na Bahia.[3]
- Em 5 de abril é criada a Vila Nova do Príncipe e Santana do Caetité, na Bahia.[4]
- Em 19 de dezembro é criada a Vila de Nova Boipeba na Bahia, extinta em 1847 e novamente emancipada em 1873.[5]

## Nascimentos
- Antônio de Sampaio (m. 1866), brigadeiro, considerado herói nacional.
- David dos Santos Pacheco (m. 1893), primeiro e único Barão dos Campos Gerais.
- Estêvão José Barbosa de Moura (m. 1891), militar e político.
- Francisco Cândido de Castro Meneses (m. 1875), militar e político.
- Francisco Ferreira dos Santos Azevedo (m. 1876), político, governador de Goiás.
- Hilário Pereira Fortes (m. 1889), primeiro e único barão de Viamão.
- João José Ferreira de Aguiar (m. 1888), 1° e único barão de Catuama.
- João Lins Vieira Cansanção de Sinimbu (m. 1906), nobre e político, governou Alagoas, Sergipe, Bahia e Rio Grande do Sul, primeiro-ministro do Brasil.
- João da Silva Carrão (m. 1888), político, ministro da fazenda.
- Joaquim Caetano da Silva (m. 1867), diplomata, patrono da A.B.L.
- Manuel Soares da Silva Bezerra (m. 1888), político, governador do Ceará.
- Nísia Floresta (m. 1885), escritora.
- Pedro Rodrigues Fernandes Chaves (m. 1866), primeiro e único barão de Quaraim.
- Ritta Anna de Cássia Franco (m. 1883), professora.
- Venâncio José Lisboa (m. 1880), político, governou São Paulo.

## Mortes
- Tomás António Gonzaga (n. 1744), inconfidente, morto no exílio em Moçambique.